# Macromitrium sharpii
Macromitrium sharpii là một loài rêu trong họ Orthotrichaceae. Loài này được H.A. Crum ex Vitt mô tả khoa học đầu tiên năm 1979.